# IC 112
IC 112 ist eine Spiralgalaxie vom Hubble-Typ Sdm im Sternbild Fische auf der Ekliptik. Sie ist schätzungsweise 264 Millionen Lichtjahre von der Milchstraße entfernt und hat einen Durchmesser von etwa 60.000 Lichtjahren.
Im selben Himmelsareal befinden sich u. a. die Galaxien NGC 511 und NGC 569.
Die Typ-Ic-Supernova SN 2008hh wurde hier beobachtet.
Das Objekt wurde am 4. Dezember 1893 vom französischen Astronomen Stéphane Javelle entdeckt.